# Chinesische Zentralakademie der Bildenden Kunst

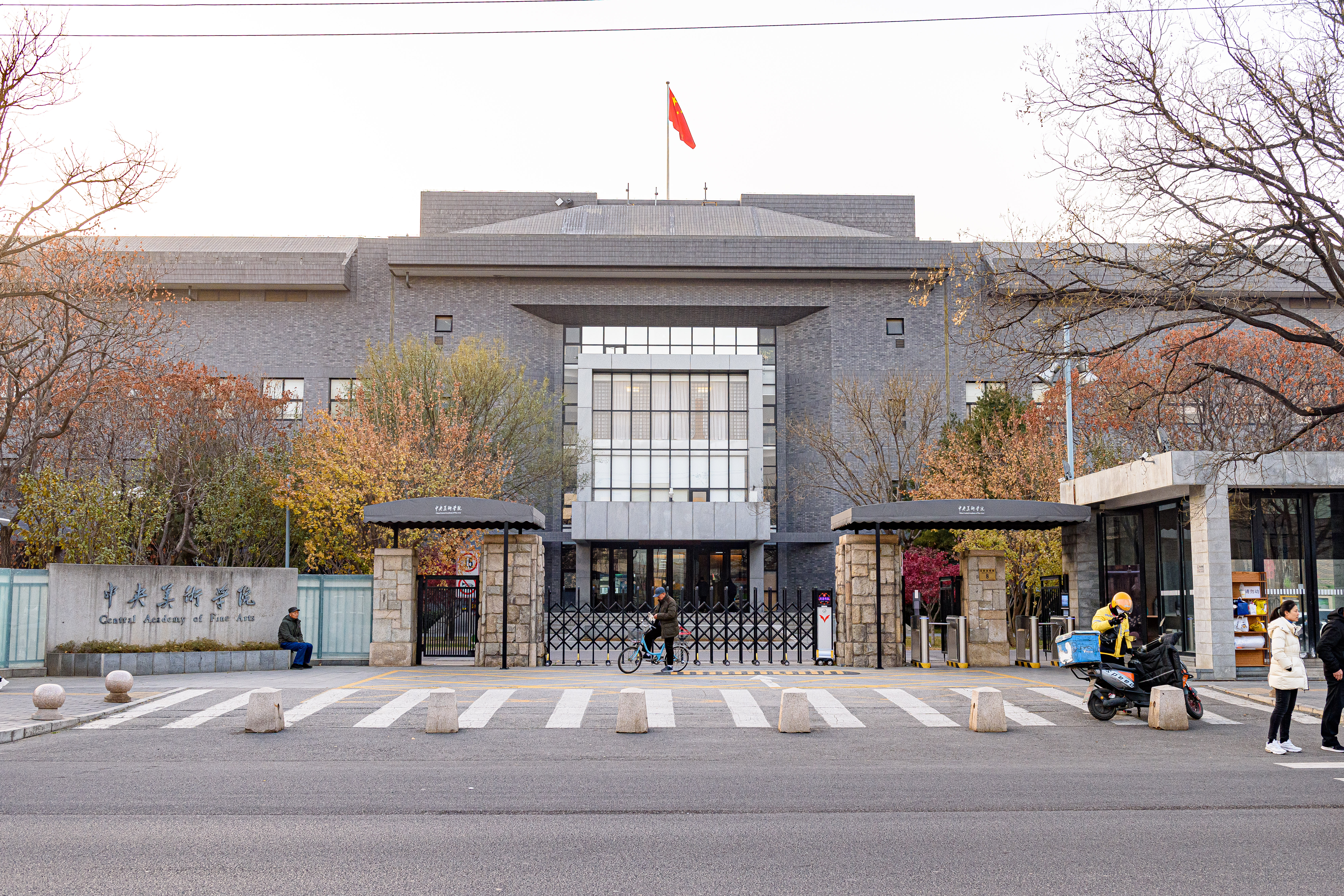
Chinesische Zentralakademie der Bildenden Kunst

Die Chinesische Zentralakademie der Bildenden Kunst (Central Academy of Fine Arts Beijing, CAFA) ist eine Kunstakademie, die dem chinesischen Bildungsministerium untersteht. Die Akademie ist eine der selektivsten Kunstakademien in China und nimmt nur 10 % der Bewerber an.

## Geschichte
Die Akademie wurde im April 1950 durch den Zusammenschluss der Nationalen Kunstakademie in Beijing (国立北平艺术专科学校) und der Abteilung für Bildende Kunst am dritten Campus der Nordchinesischen Universität gegründet. Zu den früheren Direktoren der CAFA gehören Xu Beihong, Jiang Feng, Wu Zuoren, Gu Yuan und Jin Shangyi. Derzeitiger Präsident ist der Maler und Kunsthistoriker  Pan Gongkai. Der Vorläufer der Nationalen Kunstakademie Beiping war die Nationale Akademie der Bildenden Kunst in Peking, die 1918 durch die Initiative vom Pädagogen Cai Yuanpeng gegründet wurde. Sie war die erste nationale Schule der Bildenden Kunst in China und zugleich der Beginn der modernen chinesischen Kunstausbildung.
Die Akademie umfasst acht Fakultäten: Die Fakultät für Bildende Kunst, die Fakultät für Chinesische Malerei, die Fakultät für Plastik, die Fakultät für Design, die Fakultät für Architektur, die Fakultät für Geisteswissenschaften, die Fakultät für Stadtplanung und die Fakultät für Experimentelle Kunst. Die CAFA gibt zwei akademische Zeitschriften heraus, „Fine Arts Study“ und „Fine Arts of the World“, und vertreibt diese.
Das Designprogramm der CAFA wurde 1995 nach einer Unterbrechung von vierzig Jahren unter dem Namen Fakultät für Kunst und Design erneuert und im Oktober 2002 in Fakultät für Design umbenannt. Die Fakultät bietet Bachelor-, Master- und Ph.D.-Studiengänge von Design, Visuelle Kommunikation, Produktdesign, Modedesign, Fotografie, Digitale Medien bis zu Designtheorie und -geschichte an. Die Fakultät für Design spielt eine wichtige Rolle bei der Förderung der Branche in China und übernimmt landesweite Aufträge, beispielsweise den Auftrag zur Entwicklung von Entwürfen mit der Tsinghua-Universität für die Olympischen Spiele 2008 in Peking.
Das neue CAFA-Kunstmuseum, das von dem japanischen Architekten Arata Isozaki entworfen wurde, befindet sich auf dem CAFA-Campus in der Huajiadi Nan Street Nr. 8 in Wangjing und hat eine Gesamtgrundfläche von 14 777 m². Das Museum wurde im Oktober 2008 anlässlich des 90-jährigen Bestehens der Universität eröffnet. Das sechsstöckige Museum beherbergt mehrere historische Sammlungen, darunter über 2000 historische chinesische Rollbilder aus der Ming-Dynastie.
Die Akademie erregte die Aufmerksamkeit der Medien während der Proteste auf dem Platz des Himmlischen Friedens 1989, bei denen die Studierenden mit einer großen Statue, der „Göttin der Demokratie“, protestierten. Jede der acht Kunstakademien unterzeichnete eine Erklärung, in der der Zweck der Statue erläutert wurde.
Im Jahr 2019 wurde die Universität in den QS World University Rankings für Kunst und Design auf Platz 27 eingestuft.

## Fakultäten für Kunst und Design
- Chinesische Malerei

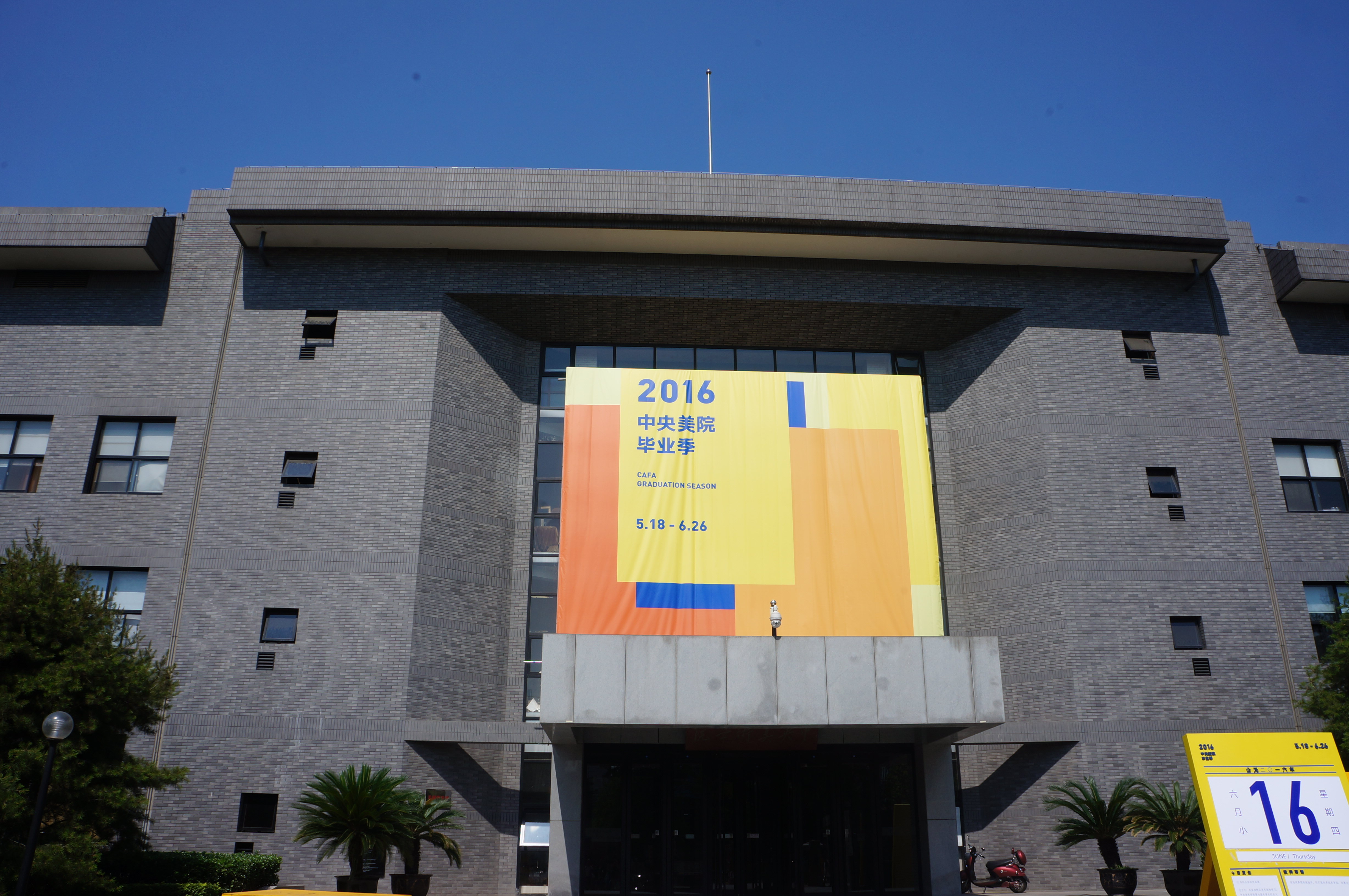
Graduiertenausstellung 2016

- Bildende Kunst (Ölmalerei, Druck, Plastik, Wandbild)
- Experimentelle Kunst
- Geisteswissenschaften (Kunstgeschichte, Kunsttheorie, Kulturelles Erbe, Recherchezentrum für nicht-materielle Kulturerbegüter)
- Design (Visuelle Kommunikation, Industriedesign, Modedesign, Fotografie, Digitale Medien, Designtheorie, Designgeschichte)
- Architektur (Außenarchitektur, Landschaftsarchitektur, Innenarchitektur)
- Städtebau
- (kommerzielles) Informationsdesign, Kommunikationsdesign, Printdesign
- Produktdesign (Keramikdesign, Künstlerisches Produktdesign, Schmuckdesign, Interior Product Design)
- Raumgestaltung (Kunst im öffentlichen Raum, Ausstellungskonzeption, Virtuelle Kunst)
- Medienkunst (Animation, Videokunst, Experimenteller Film)
- Kunstmanagement und Kunstpädagogik[7]

## Museum der Akademie
Das Anfang der 1960er Jahre gegründete Museum der Zentralen Akademie der Bildenden Kunst, früher CAFA-Galerie, befand sich in der Xiaowei Hutong in der Wangfujing-Straße im Stadtzentrum von Peking und wurde 2008 neu eröffnet. Es verfügt über eine reichhaltige Sammlung von etwa 13 000 Werken unterschiedlicher Genres. Darunter befinden sich repräsentative Werke alter und moderner chinesischer Meister sowie Arbeiten von Studenten seit der Gründung der Akademie im Jahr 1950. Die Sammlungen umfassen chinesische Malerei, Ölmalerei, Druckgrafik, Bildhauerei und Volkskunst wie Neujahrsdarstellungen, Stickereien und Kostüme und Gegenstände ethnischer Minderheiten sowie chinesische Relikte aus Bronze, Keramik, Stichen und Radierungen.

## Alumni
- Jin Shangyi[9]
- Zhang Huan
- Fang Lijun
- Xu bing
- Sui Jianguo
- Wu Shaoxiang
- Jiang Shuo[2]
- Yu Xingze